# 薩夫萬·哈里爾
薩夫萬·哈里爾（Safwan Khalil，1986年5月15日—）是一名澳大利亞男子跆拳道運動員。他曾經獲得2011年夏季世界大學生運動會跆拳道比賽男子58公斤級金牌。他代表澳大利亞參加了2012年夏季奧林匹克運動會跆拳道比賽男子58公斤級比賽，最終於銅牌戰不敵俄羅斯運動員阿列克謝·杰尼先科，此後再度參與2016年夏季奧林匹克運動會男子58公斤級跆拳道比賽，在半準決賽負於泰國運動員特温·汉巴，復活賽上則不敵韓國運動員金泰勛。他出生於黎巴嫩的黎波里，後來移民到澳大利亞生活，由他的哥哥阿里·哈里爾（Ali Khalil）擔任教練。2012年奧運會前，他與同為跆拳道運動員的卡門·馬頓以伊斯蘭教法的方式結婚。

## 外部連結
- TaekwondoData.com （页面存档备份，存于）
- 薩夫萬·哈里爾的Facebook專頁
- 薩夫萬·哈里爾的Instagram帳戶